# Baltisch-Adriatische Achse
Die Baltisch-Adriatische Achse (BAA) ist ein multimodaler Verkehrskorridor zwischen der Ostsee und der Adria, dessen Verlauf ungefähr der antiken Bernsteinstraße entspricht.
Die BAA ist seit 2014 bzw. seit 2024 als Baltisch-Adriatischer Korridor (Baltic Sea – Adriatic Sea) einer von neun Kernnetzkorridoren des Transeuropäischen Verkehrsnetzes der EU.
Sie führt von Danzig (bzw. Stettin) in Polen bis Rimini in Italien (seit 2024 bis Bari und Split) auf einer der wichtigsten Nord-Süd-Transversalen Europas.
Die BAA verbindet Polen, Tschechien, die Slowakei, Österreich und Italien. Für die BAA werden in Österreich zurzeit die Koralmbahn zwischen Graz und Klagenfurt sowie der Semmering-Basistunnel gebaut.

## Geschichte
Aufgrund einer Initiative des österreichischen Bundesministeriums für Verkehr, Innovation und Technologie 2005 wurde die BAA aus den 2004 vorrangig bestimmten TEN-Projekten 23 und 25 Danzig-Wien weiterentwickelt. In einer Sondersitzung des Lenkungsausschusses für den Paneuropäischen Korridor VI unter Einbeziehung einer Delegation aus Italien wurde im Juni 2006 in Graz einstimmig beschlossen, die beiden vorrangigen TEN-Projekte 23 und 25 (Straße, Schiene) Danzig – Wien von Wien über Graz, Klagenfurt, Villach und Udine nach Triest bzw. Venedig und Bologna zu verlängern. Am 12. Oktober 2006 unterzeichneten die Verkehrsminister Polens, Tschechiens, der Slowakei, Österreichs und Italiens in Luxemburg den Letter of Intent zum Bau des „Baltisch-Adriatischen Korridors“. Insgesamt 14 europäische Länder bekundeten 2009 ihr Interesse am Bau der Achse zwischen Danzig und Bologna. Am 19. Oktober 2011 hat die Europäische Kommission den Baltisch-Adriatischen Korridor als einen der zukünftigen neun Kernnetzkorridore der EU in ihre Agenda aufgenommen.
2008 wurde in Österreich der Bau der Koralmbahn begonnen, einem bedeutenden Teilstück der BAA. 2011 wurde die Verknüpfung der Baltisch-Adriatischen Achse mit der Rail Baltica (Warschau – Kaunas – Riga – Tallinn) beschlossen. 2012 wurde mit dem Bau des Semmering-Basistunnel begonnen, mit dem das letzte für schwere Güterzüge unpassierbare Stück der Strecke, die Semmeringbahn, umgangen wird.
2012 bestätigte das italienische Ministerium für Infrastruktur und Verkehr die Absicht, von der Baltisch-Adriatischen Achse einen Anschluss bis nach Ancona, 325 km südlich von Venedig, zu schaffen. Auf der Baltisch-Adriatischen Achse werden Güterzüge zwischen dem Ostseehafen Rostock und dem Tiefwasserhafen Triest verkehren. Rostock bzw. Triest gelten dabei als Anknüpfungspunkte für den Ostseeraum bzw. Richtung maritime Seidenstraße.
In der EU-Verordnung 1315/2013 über die Leitlinien des Transeuropäischen Verkehrsnetzes wurde die BAA im Januar 2014 einer der neun TEN-V-Kernnetzkorridore. Der BAA verbindet die EU-Mitglieder Polen, Tschechien, Slowakei, Österreich, Slowenien und Italien.
Bei der Revision dieser Leitlinien 2022–2024 wurde die BAA zu einem Netzwerk (erweiterter Europäischer Transportkorridor „Baltisches Meer – Adriatisches Meer“) erweitert, vor allem in Österreich, Ungarn, Kroatien, Slowenien und Italien.

## Erschlossene Regionen
- Danzig und Gdynia
- Warschau mit Anschluss zur Rail Baltica
- Lodz
- Olmütz
- Oberschlesien und Mähren (Katowice und Ostrava)
- Brünn
- Wien mit Anschluss zur Magistrale für Europa
- Bratislava
- Steiermark mit Graz und dem Mürztal
- Kärnten
- Friaul-Julisch Venetien (Triest und Udine)
- Venetien (Venedig und Padua)
- Emilia-Romagna (Bologna, Ravenna)
- Marken (Ancona)